# 莊佳容

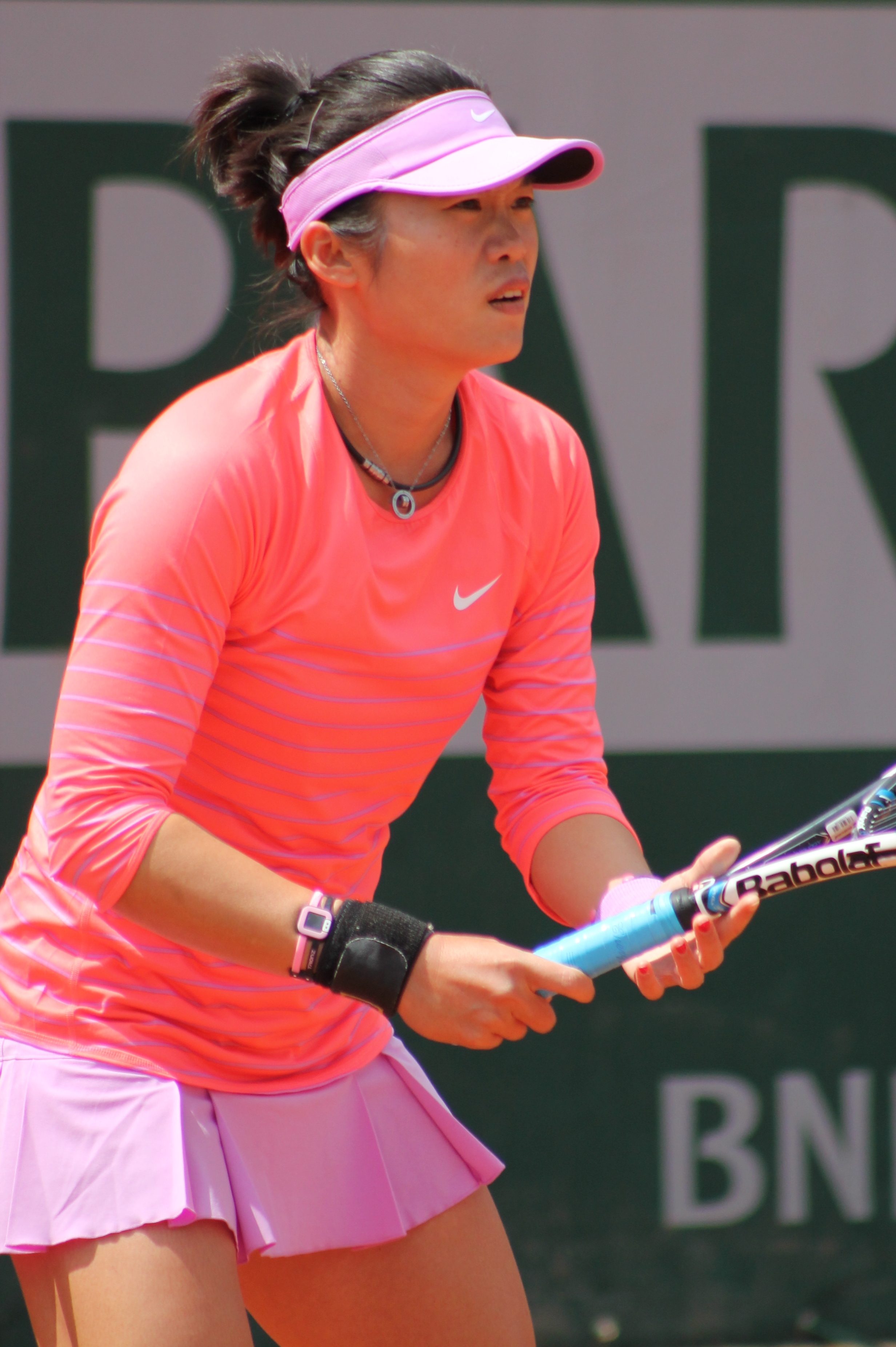
2015年

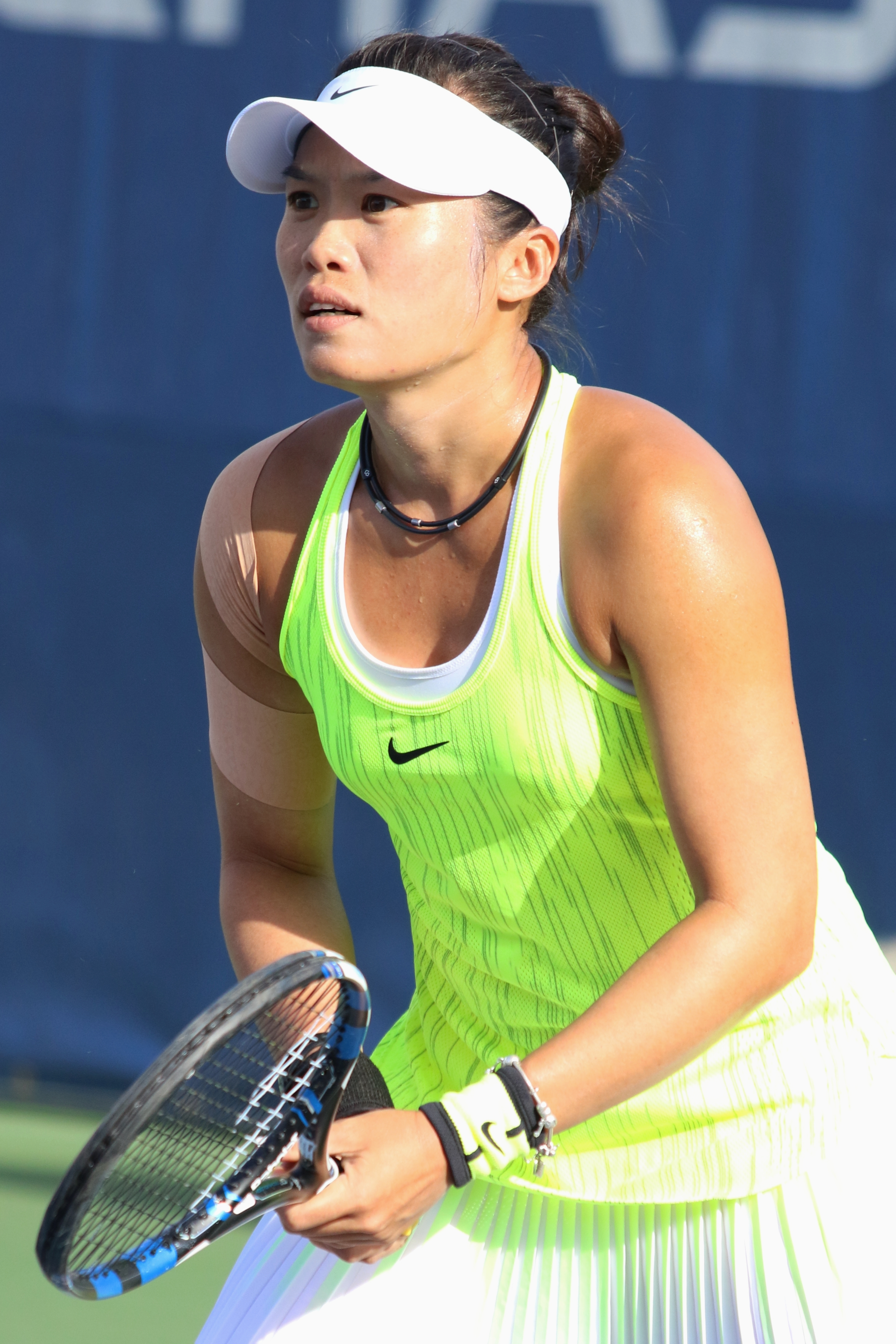
2016年

莊佳容（1985年1月10日—），臺灣前女子職業網球選手。擅長反拍回抽和網前截擊。2018年10月28日，莊佳容於個人社群頁面宣布正式引退及結婚喜訊。2019年誕下一子。

## 生平
在2007年澳洲網球公開賽中，莊佳容與搭檔詹詠然在女雙賽事中以外卡身分一路過關斬將，四強賽以直落二擊敗尋求衛冕的中國搭檔鄭潔、晏紫，晉級決賽，後來雖然在決賽中以4-6，77-64，1-6，輸給分別來自辛巴威以及南非的搭檔卡拉·布萊克（Cara Black）和莉澤爾·許貝爾（Liezel Huber）而獲得亞軍作終。同年進入WTA職業網球最高賽事-馬德里年終賽，詹詠然和莊佳容在首輪四強賽以兩個2：6敗給日籍女將杉山愛和斯洛伐尼亞選手Srebotnik組成的搭檔，止於四強，但兩人仍獲得獎金6萬2500美元。與臺灣網球選手謝淑薇成功取得2016年夏季奧林匹克運動會的網球女子雙打比賽資格，但謝淑薇在奧運開幕後宣布退賽，造成莊佳容被迫一起退出奧運比賽。

## 基本資料
- 生日：1985年1月10日
- 出生地：台灣高雄
- 身高：168公分
- 體重：62公斤
- 學歷：台北市立體育學院、達德商工
- 贊助商：FILA、Babolat

## WTA雙打冠軍(22座)
- 2005年(1)-韓國首爾（英语：Hansol Korea Open#Doubles）（搭擋：詹詠然）
- 2007年(5)-印度班加洛（英语：2007 Bangalore Open#Doubles）、伯明罕、荷蘭's-Hertogenbosch（英语：2007 Ordina Open - Women's Doubles）（以上搭擋：詹詠然）、北京(中國公開賽)（英语：2007 China Open - Women's Doubles）、南韓首爾（英语：2007 Hansol Korea Open#Women.27s Doubles）（以上搭擋：謝淑薇）
- 2008年(4)-泰國芭達雅（英语：2008 Pattaya Women's Open - Doubles）、義大利羅馬一級賽（英语：2008 Internazionali BNL d'Italia - Women's Doubles）、美國洛杉磯（英语：2008 East West Bank Classic - Doubles）（以上搭擋：詹詠然）、南韓首爾（英语：2008 Hansol Korea Open - Doubles）（搭擋：謝淑薇）
- 2009年(3)-美國Ponte Vedra Beach（英语：2009 MPS Group Championships - Doubles） （搭擋：Mirza(印度)）、美國洛杉磯（英语：2009 LA Women's Tennis Championships - Doubles）（搭擋：晏紫(中國)）、日本大阪（英语：2009 HP Open - Doubles）（搭擋：Raymond(美國)）
- 2010年(2)-澳洲Hobart（英语：2010 Moorilla Hobart International – Doubles）（搭擋：Peschke(捷克)）、北京(中國公開賽)（英语：2010 China Open - Women's Doubles）（搭擋：奧爾加·歌弗索娃）
- 2011年(2)-德國史特拉斯堡（英语：2011 Internationaux de Strasbourg – Doubles）（搭擋：Amanmuradova(烏茲別克)（英语：Akgul Amanmuradova））、美國New Haven（英语：2011 New Haven Open at Yale – Doubles）（搭擋：奧爾加·歌弗索娃）
- 2012年(2)馬來西亞吉隆坡（英语：2012 Malaysian Open – Doubles）（搭擋：張凱貞）、葡萄牙埃斯托利爾（英语：2012 Estoril Open – Women's Doubles）（搭檔：張帥）

## WTA雙打亞軍(12座)
- 2004年(1)-韓國首爾（英语：Hansol Korea Open#Doubles）（搭擋：謝淑薇）
- 2006年(2)-韓國首爾（英语：Hansol Korea Open#Doubles）（搭擋：Diaz-Oliva(阿根廷)（英语：Mariana Díaz-Oliva））、日本東京（英语：2006 AIG Japan Open Tennis Championships#Women.27s Doubles）（搭擋：詹詠然）
- 2007年(5)-澳洲網球公開賽、芭達雅、印地安泉一級賽（英语：2007 Pacific Life Open - Women's Doubles）、美國網球公開賽（以上搭擋：詹詠然）、東京AIG（英语：2007 AIG Japan Open Tennis Championships - Women's Doubles）（搭擋：金久慈(美國)）
- 2008年(2)-印度班加洛（英语：2008 Bangalore Open - Doubles）、德國史特拉斯堡（英语：2008 Internationaux de Strasbourg - Doubles）（以上搭擋：詹詠然）
- 2010年(1)-美國Ponte Vedra Beach（英语：2010 MPS Group Championships - Doubles）（搭檔：彭帥(中國)）
- 2012年(1)-澳洲Hobart（英语：2012 Moorilla Hobart International – Doubles）（搭擋：瑪莉娜·伊蘭科維奇）

## ITF & 國內外賽事戰績
- 1999年世界少年錦標賽世界組第三名代表隊員
- 2001年亞洲盃混雙銀牌、亞青盃雙打冠軍
- 2001年ITF菲律賓女子巡迴賽(連續兩站)單、雙打雙料冠軍
- 2003年韓國大邱世界大學運動會網球女雙金牌
- 2003年烏茲別克亞洲盃網球錦標賽單、雙打雙料冠軍
- 2003年全國運動會團體賽金牌、個人雙打金牌
- 2003年紐西蘭ASB銀行威靈頓女子網球公開賽)單、雙打雙料冠軍
- 2003年印尼雅加達女子網球衛星賽)單、雙打雙料冠軍
- 2003年印尼泗水女子網球衛星賽單、雙打雙料冠軍
- 2003年中油盃全國網球排名賽單、雙打雙料冠軍
- 2003年泰國呵叻網球衛星賽（Nakhon Ratchasima）單、雙打雙料冠軍
- 2004年瑞台盃全國網球排名賽單、雙打雙料冠軍
- 2005年夏季世界大學生運動會，與陳迪搭檔，拿下網球混雙金牌[8]
- 2006年ITF日本米留久網球賽雙打冠軍（搭檔：詹詠然）
- 2006年杜哈亞運網球女子團體賽金牌、女雙銀牌（搭擋：詹詠然）
- 2007年ITF美國多森女網賽雙打冠軍（搭擋：詹詠然）
- 2007年泰國曼谷世界大學運動會網球女雙金牌（搭擋：詹詠然）
- 2008年ITF總獎金10萬美元台北海碩盃女網賽雙打冠軍（搭擋：謝淑薇）
- 2009年塞爾維亞貝爾格勒世界大學運動會網球混雙金牌（搭擋：易楚寰）
- 2009年ITF總獎金10萬美元台北海碩盃女網賽雙打冠軍（搭擋：詹詠然）
- 2009年香港東亞運網球女雙金牌（搭擋：謝淑薇）、混雙金牌（搭擋：易楚寰）
- 2010年ITF總獎金10萬美元台北海碩盃女網賽雙打冠軍（搭擋：張凱貞）

## 雙打主要賽事成績
| 賽事                          | 2005     | 2006     | 2007     | 2008     | 2009     | 2010     | 2011     | 2012     | 生涯 勝-負 |
| ----------------------------- | -------- | -------- | -------- | -------- | -------- | -------- | -------- | -------- | ---------- |
| 四大滿貫賽事                  |          |          |          |          |          |          |          |          |            |
| 澳洲公開賽                    | 3R       | 1R       | F        | 3R       | 1R       | 2R       | QF       | 1R       | 13–8       |
| 法國公開賽                    | A        | A        | QF       | QF       | 2R       | 1R       | 1R       | 2R       | 8-6        |
| 溫布頓錦標賽                  | A        | A        | 3R       | 1R       | 2R       | 2R       | 1R       | 1R       | 4–6        |
| 美國公開賽                    | 2R       | A        | F        | 1R       | 1R       | 2R       | 1R       | QF       | 10–7       |
| 四大滿貫賽事 勝-負            | 3–2      | 0–1      | 15–4     | 5–4      | 2–4      | 3–4      | 3–4      | 4–4      | 35–27      |
| 奧林匹克運動會                |          |          |          |          |          |          |          |          |            |
| 夏季奧林匹克運動會            | 未舉辦   | 未舉辦   | 未舉辦   | 2R       | 未舉辦   | 未舉辦   | 未舉辦   | QF       | 3–2        |
| WTA巡迴賽總決賽               |          |          |          |          |          |          |          |          |            |
| WTA巡迴賽總決賽               | A        | A        | SF       | A        | A        | A        | A        |          | 0–1        |
| WTA頂級強制賽事／皇冠明珠賽事 |          |          |          |          |          |          |          |          |            |
| 印地安泉                      | A        | A        | F        | QF       | 1R       | 1R       | 2R       |          | 7–5        |
| 邁阿密                        | A        | A        | SF       | 2R       | SF       | 1R       | 1R       |          | 7–5        |
| 馬德里                        | 未舉辦   | 未舉辦   | 未舉辦   | 未舉辦   | SF       | QF       | 1R       |          | 5–3        |
| 北京                          | 非一級賽 | 非一級賽 | 非一級賽 | 非一級賽 | 1R       | W        | 1R       |          | 5–2        |
| WTA頂級五賽事／超五巡迴賽事   |          |          |          |          |          |          |          |          |            |
| 卡達1                         | 非一級賽 | 非一級賽 | 非一級賽 | QF       | 年終賽   | 年終賽   | 年終賽   |          | 1–1        |
| 羅馬                          | A        | A        | A        | W        | A        | 2R       | 1R       |          | 6–2        |
| 辛辛那提                      | 非一級賽 | 非一級賽 | 非一級賽 | 非一級賽 | 1R       | 1R       | 1R       |          | 0–3        |
| 蒙特婁/多倫多                 | A        | A        | A        | A        | 1R       | 1R       | 2R       |          | 1–3        |
| 東京                          | A        | A        | A        | SF       | 1R       | A        | 1R       |          | 2–3        |
| 前WTA一級／超五賽事           |          |          |          |          |          |          |          |          |            |
| 杜拜1                         | 非一級賽 | 非一級賽 | 非一級賽 | 非一級賽 | QF       | QF       | A        | 非超五賽 | 3–2        |
| 查爾斯頓                      | A        | A        | 1R       | QF       | 非超五賽 | 非超五賽 | 非超五賽 | 非超五賽 | 2–3        |
| 莫斯科                        | A        | A        | A        | A        | 非超五賽 | 非超五賽 | 非超五賽 | 非超五賽 | 0–0        |
| 柏林                          | A        | A        | A        | 2R       | 未舉辦   | 未舉辦   | 未舉辦   | 未舉辦   | 0–1        |
| 聖地牙哥1                     | A        | A        | A        | 未舉辦   | 未舉辦   | 非超五賽 | 非超五賽 | 非超五賽 | 0–0        |
| 蘇黎世1                       | A        | A        | QF       | 非一級賽 | 未舉辦   | 未舉辦   | 未舉辦   | 未舉辦   | 1–1        |
| 巡迴賽冠軍數                  | 1        | 0        | 5        | 4        | 3        | 2        | 2        | 0        | 17         |

- A = 未參賽

12008年，卡達取代聖地牙哥與蘇黎世成為一級賽事；隔年承辦年終賽事三年；2012年取代杜拜成為超五賽事。

## 相關連結
- 莊佳容在国际奥林匹克委员会的资料
- 莊佳容的国际女子网球协会官方資料（英文）
- 莊佳容的國際網球總會 職業／青少年 官方資料（英文）